# Tiefenthal (Hesse rhénane)
Pour les articles homonymes, voir Tiefenthal.
Tiefenthal est une municipalité allemande située dans le land de Rhénanie-Palatinat et l'arrondissement de Bad Kreuznach.
L'appellation « Graukatz » fut partie de Vignobles de Hesse-Rhénane.